# Ripoux contre ripoux
Série Les Ripoux
Les Ripoux
(1984) Ripoux 3
(2003)
Pour plus de détails, voir Fiche technique et Distribution.
Ripoux contre ripoux est une comédie policière française réalisée par Claude Zidi, sortie en 1990. 
Contrairement à une idée reçue, il ne s’agit pas exactement de la suite du film Les Ripoux (puisqu'à la fin du premier film, les deux héros ne sont plus policiers, alors que dans cet opus ils le sont encore), mais il pourrait s'agir d'un prolongement intermédiaire — qu'on pourrait imaginer s'intercaler peu après que René a réussi à faire de François un ripou, mais avant leur planque pour surveiller le gangster Camoun.

## Synopsis
François et René forment une équipe de ripoux depuis déjà cinq ans lorsque François, qui envisage de passer l'examen de commissaire, souhaite redevenir honnête. Mais lorsqu'il remet à une boutiquière volée l'argent dérobé, celle-ci, en raison d'une vieille rancune envers René, les accuse aussitôt du forfait. Par la suite, les deux flics sont alors suspendus après avoir été dénoncés par les commerçants. Ils sont remplacés par les inspecteurs Brisson et Portal, censés être de véritables modèles d'intégrité. Mais les apparences sont trompeuses.
En effet, ces deux nouveaux flics s'avèrent bien pire que leurs prédécesseurs. En réaction, les commerçants demandent à François et à René de revenir. Les deux hommes en profitent pour préparer leur vengeance, tout en piégeant leurs successeurs.

## Fiche technique
- Titre original : Ripoux contre ripoux
- Titres internationaux : My New Partner ( États-Unis) / My New Partner at the Races
- Réalisation : Claude Zidi
- Scénario : Claude Zidi, Simon Michaël, Didier Kaminka
- Producteur : Pierre Gauchet et Claude Berri
- Sociétés de production : Films 7, Orly Films, TF1 Films Production et SEDIF Productions
- Photographie : Jean-Jacques Tarbès
- Montage : Nicole Saunier
- Casting : Mamade
- Cascades : Jean-Claude Lagniez
- Costumes : Olga Pelletier
- Décors : Françoise Deleu
- Musique : Francis Lai
- Genre : comédie policière
- Pays d'origine :  France
- Langue : français
- Format : Couleur - Eastmancolor - 1.66:1 - 35 mm
- Durée : 105 minutes
- Date de sortie : 7 février 1990 (France)
- Sociétés de distribution : AMLF (France), Alliance Atlantis ( Canada)
- Box-office France : 2 917 115 entrées[2]

## Distribution
- Philippe Noiret : René Boisrond
- Thierry Lhermitte : François Lesbuche
- Guy Marchand : l'inspecteur Guy Brisson
- Jean-Pierre Castaldi : l'inspecteur Jean-Pierre Portal
- Grace de Capitani : Natacha
- Line Renaud : Simone
- Michel Aumont : le commissaire Bloret
- Jean Benguigui : Césarini
- Roger Jendly : Albert, dit « le Fourgue »
- René Morard : Fernand
- Georges Montillier : le vendeur de fringues
- Christian Bouillette : le bijoutier
- Jean-Claude Brialy : Michel Blanchard, le banquier
- Louba Guertchikoff : Madame Brisson
- Patricia Karim : la bijoutière
- Michel Crémadès : le braqueur
- Alain Mottet : le préfet de police
- Jacques Richard : Laroche
- Bernard Freyd : l'inspecteur Guichard
- Daniel Breton : un adjoint de Guichard
- Simon Michaël : un loubard
- Denis Brandon : un loubard
- Christian Pernot : le commissaire Le Guyaver
- Philippe Tansou : le brigadier
- Tadie Tuene : le marabout
- Laurentine Milebo : la cuisinière du foyer
- Fabienne Dubreuil : la secrétaire
- Valérie Leboutte : une prostituée
- Raymonde Badé-Mauffroy : L'employée de banque
- Gérard Beaume : Le patron de Natacha
- Martial Bretter : Le flic boutiquière
- Med Salah Cheurfi : Le garçon Miloud
- Billy Komg : Le Noir avec Natacha
- Marie Manten : La préposée du PMU
- Daniel Milgram : Le flic bar Natacha
- Antoine Valette : Un adjoint de Guichard
- Roland Waden : Le bel homme cadeau

## Production

### Lieux de tournage
- Paris. 
  - 9ème arrondissement : place Pigalle, rue Pigalle.
  - 10ème arrondissement : rue du Faubourg-Saint-Denis.
  - 18ème arrondissement : Butte Montmartre, place du Tertre, rue Chappe, boulevard de Rochechouart, boulevard de la Chapelle, boulevard de Clichy, rue des Abbesses, rue Lepic, rue Caulaincourt, rue Pierre-Dac, rue Cavallotti, rue Capron, rue du Chevalier-de-La-Barre, rue Lamarck, rue Berthe, place Émile-Goudeau, rue Gabrielle, rue Drevet, rue La Vieuville, rue des Martyrs, rue Yvonne-Le-Tac, place des Abbesses, parvis du Sacré-Cœur, rue Azaïs, rue Tardieu, place Suzanne-Valadon, rue Foyatier, place de la Chapelle, rue Marx-Dormoy, rue de Chartres, rue Duperré, porte de la Chapelle, Place Charles-Dullin, rue Championnet, rue Caulaincourt et rue Damrémont.
- Province (département de l'Orne) : 
  - Sainte-Gauburge-Sainte-Colombe (gare et centre-ville),
  - Bellavilliers (haras de la Pillière),
  - Moulins-la-Marche (hippodrome Jean-Gabin)[3].

## Autour du film
- Le rôle de Simone, la prostituée compagne de René Boisrond, est repris par Line Renaud alors qu'il était interprété par Régine dans Les Ripoux.
- Le rôle du commissaire Bloret est repris par Michel Aumont alors qu'il était interprété par Julien Guiomar dans Les Ripoux.